# Anaphosia pectinata
Anaphosia pectinata là một loài bướm đêm thuộc phân họ Arctiinae, họ Erebidae.